# Луіджі Кантоне
Луіджі Кантоне (італ. Luigi Cantone; 21 липня 1917 — 6 листопада 1997) — італійський фехтувальник-шпажист, чемпіон світу і олімпійський чемпіон.
Народився в 1917 році в Роббен. У 1947 році став бронзовим призером чемпіонату світу. У 1948 році на Олімпійських іграх в Лондоні завоював срібну медаль у командних змаганнях серед шпажистів, а потім, замінивши травмованого Даріо Манджаротті, приніс італійській збірній несподівану золоту медаль в особистій першості. У 1949 році став володарем золотої медалі чемпіонату світу.
Пізніше десять років прожив у Бразилії, займаючись сільським господарством.